# Каррес
Каррес (нім. Karres) —  громада округу Імст у землі Тіроль, Австрія.
Каррес лежить на висоті  830 м над рівнем моря і займає площу  7,52 км². Громада налічує 614 мешканців. 
Густота населення 82/км².  
|                                 |
| Каррес на мапі округу та землі. |

 Адреса управління громади: Nr. 91, 6462 Karres. 

## Демографія
Історична динаміка населення міста за даними сайту Statistik Austria

## Виноски
1. ↑  Dauersiedlungsraum der Gemeinden Politischen Bezirke und Bundesländer - Gebietsstand 1.1.2018 — Статистичне управління Австрії.
2. ↑  Einwohnerzahl 1.1.2018 nach Gemeinden mit Status, Gebietsstand 1.1.2018 — Статистичне управління Австрії.
3. ↑  www.karres.tirol.gv.at. Архів оригіналу за 23 жовтня 2016. Процитовано 21 липня 2013.
4. ↑  Gemeindedaten von Karres. Архів оригіналу за 9 липня 2019. Процитовано 21 липня 2013.

| Австрія | Це незавершена стаття з географії Австрії. Ви можете допомогти проєкту, виправивши або дописавши її. |